# Bistum Baruipur
Das Bistum Baruipur (lat.: Dioecesis Baruipurensis) ist eine in Indien gelegene römisch-katholische Diözese mit Sitz in Baruipur.

## Geschichte
Das Bistum Baruipur wurde am 30. Mai 1977 durch Papst Paul VI. mit der Apostolischen Konstitution Ad populi Dei aus Gebietsabtretungen des Erzbistums Kalkutta errichtet und diesem als Suffraganbistum unterstellt.

## Territorium
Das Bistum Baruipur umfasst den Distrikt Dakshin 24 Pargana und einen Teil des Distrikts Uttar 24 Pargana im Bundesstaat Westbengalen.

## Bischöfe von Baruipur
- Linus Nirmal Gomes SJ, 1977–1995
- Salvadore Lobo, 1997–2020
- Shyamal Bose, seit 2020